# Tabanac
Tabanac ist eine französische Gemeinde im Département Gironde in der Region Nouvelle-Aquitaine. 
Sie liegt im Einzugsgebiet der Stadt Bordeaux und gehört zum Kanton L’Entre-deux-Mers im Arrondissement Bordeaux. Während Tabanac im Jahr 1962 über 536 Einwohner verfügte, zählt man aktuell 1074 Einwohner (Stand 1. Januar 2022). Die Rebflächen von Tabanac gehören zu den Appellationen Premières Côtes de Bordeaux und Cadillac.

## Geografie
Tabanac liegt im Südwesten Frankreichs in der Landschaft Entre deux mers an der Garonne, 19 Kilometer südöstlich von Bordeaux, dem Sitz der Präfektur des Départements und der Unterpräfektur des Arrondissements, 8,1 Kilometer südwestlich von Créon, dem Hauptort des Kantons, und 5,6 Kilometer südöstlich von Paillet, dem Hauptort des  Gemeindeverbands Vallon de l’Artolie auf einer mittleren Höhe von 49 Metern über dem Meeresspiegel. Die Mairie steht auf einer Höhe von 76 Metern. Nachbargemeinden von Tabanac sind Baurech im Westen, Haux im Nordosten, Le Tourne im Südosten und Beautirans im Südwesten. Das Gemeindegebiet hat eine Fläche von 800 Hektar.
Die Gemeinde ist einer Klimazone des Typs Cfb (nach Köppen und Geiger) zugeordnet: Warmgemäßigtes Regenklima (C), vollfeucht (f), wärmster Monat unter 22 °C, mindestens vier Monate über 10 °C (b). Es herrscht Seeklima mit gemäßigtem Sommer.

## Geschichte
Auf dem Gemeindegebiet wurden Besiedlungsspuren aus der Jungsteinzeit (5500 bis 2200 v. Chr.) und aus gallo-römischer Zeit (52 v. Chr. bis 486 n. Chr.) gefunden. Auf dem Friedhof wurde ein Marmorsarkophag aus dem 6. Jahrhundert entdeckt. Was beweist, dass der Friedhof damals schon existiert haben muss. 
Ab dem 11. Jahrhundert war Tabanac Sitz einer Seigneurie. Das Gemeindegebiet war im Mittelalter in mehrere Lehen unterteilt und unterstand der Prévôté Entre-deux-Mers.

### Bevölkerungsentwicklung
| Jahr                       | 1962 | 1968 | 1975 | 1982 | 1990 | 1999 | 2009 | 2017 |
| Einwohner                  | 536  | 608  | 678  | 811  | 889  | 973  | 1054 | 1082 |
| Quellen: Cassini und INSEE |      |      |      |      |      |      |      |      |

## Sehenswürdigkeiten

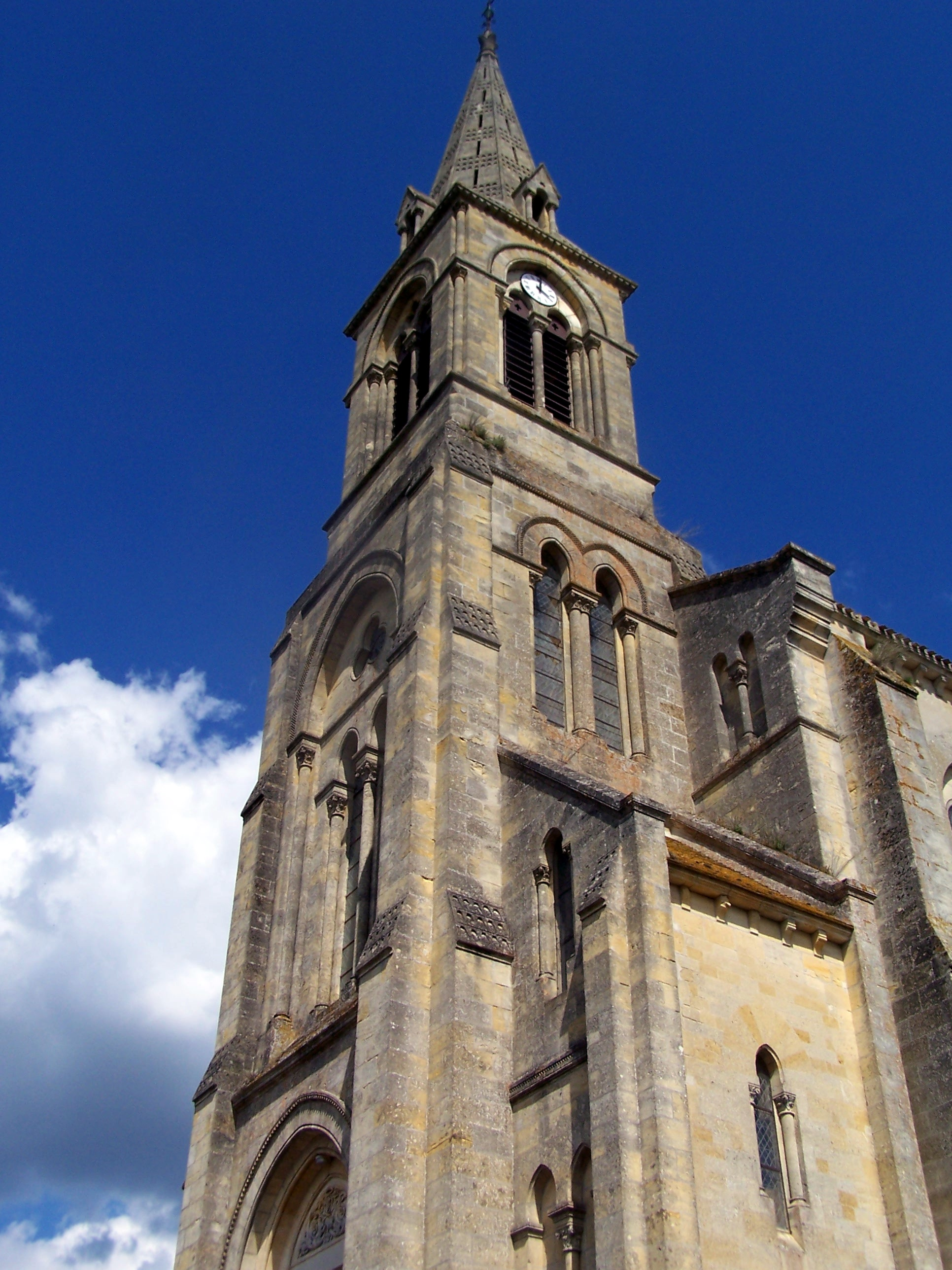
Kirche Notre-Dame

Der Turm von Camail wurde im 17. Jahrhundert erbaut. Seine lokale Bezeichnung ist tour du Télégraphe (Telegrafenturm), weil er nach 1834 für den Telegrafendienst auf der Strecke Bordeaux – Agen – Toulouse – Narbonne genutzt wurde.
Die mittelalterliche Pfarrkirche Notre-Dame wurde 1874 durch neugotisches Bauwerk ersetzt. Das Pfarrhaus stammt aus dem 18. Jahrhundert.
Das Schloss Renon wurde im 19. Jahrhundert auf den Fundamenten eines seigneurialen Schlosses aus dem 17. Jahrhundert erbaut. Es befindet sich im Privatbesitz. Das Bauernhaus des Schlosses ist erhalten. Die landwirtschaftlichen Gebäude stammen aus dem 17. und 18. Jahrhundert.
Der Gutshof Saint Aignan wurde im 17. Jahrhundert erbaut. Es handelt sich um ein Herrenhaus im Lieu-dit Armaing (eigentlich d’Armaing) und befindet sich im Privatbesitz.
Das Schloss Sentout aus dem 17. Jahrhundert befindet sich im Privatbesitz und wird touristisch genutzt.